# Итарири
Итарири (порт. Itariri)  —  муниципалитет в Бразилии, входит в штат Сан-Паулу. Составная часть мезорегиона Южное побережье штата Сан-Паулу. Входит в экономико-статистический  микрорегион Итаньяэн. Население составляет 15 095 человек на 2006 год. Занимает площадь 272,777 км². Плотность населения — 55,3 чел./км².

## История
Город основан 24 декабря 1948 года.

## Статистика
- Валовой внутренний продукт на 2003 составляет 81.437.339,00 реалов (данные: Бразильский институт географии и статистики).
- Валовой внутренний продукт на душу населения на 2003 составляет 5.649,49 реалов (данные: Бразильский институт географии и статистики).
- Индекс развития человеческого потенциала на 2000 составляет 0,750 (данные: Программа развития ООН).